# Hesperoyucca newberryi
Hesperoyucca newberryi es una especie de planta fanerógama de la familia Asparagaceae. 

## Distribución y hábitat
Es endémica de Arizona, donde se encuentra sólo en el condado de Mohave y condado de Coconino, en las paredes de los cañones cerca del río Colorado.

## Descripción
Hesperoyucca newberryi, es una planta perenne que forma una roseta. Es semélparo (florece solo una vez y luego muere). Las hojas son estrechas, de hasta 60 cm de largo, pero por lo general de menos de 3 cm de ancho. Los tallos de floración son de hasta 160 cm de altura, que lleva flores de color crema. La fruta es una cápsula seca, en forma de huevo de alrededor de 4 cm de largo.

## Taxonomía
Hesperoyucca newberryi fue descrita por (McKelvey) Clary y publicado en Sida 19(4): 845. 2001.
Etimología
Hesperoyucca: nombre genérico 
newberryi: epíteto
Sinonimia
- Yucca newberryi McKelvey
- Yucca whipplei subsp. newberryi (McKelvey) Hochstätter[8][9]